# Ravin de Sainte-Dévote
Le Ravin de Sainte-Dévote (monégasque : Valu̍n de Santa Devota) est un quartier ordonnancé de Monaco.

## Caractéristiques
Le Ravin de Sainte-Dévote occupe le vallon des Gaumattes, à peu près au centre de la principauté de Monaco. Depuis 2013, le découpage urbanistique de Monaco en fait un « secteur réservé » ; avec une superficie de 2,35 ha, il s'agit du plus petit quartier du pays. Il s'étend grossièrement sur une bande de territoire orientée nord-ouest/sud-est, d'environ 300 m de long sur au maximum 100 m de large, depuis la gare et la frontière au nord-ouest jusqu'au boulevard Albert-Ier au sud-est, à une quarantaine de mètres du port. Il est limitrophe des Moneghetti au sud-ouest, de La Condamine au sud et sud-est, de Monte-Carlo au nord-est et de la commune française de Beausoleil au nord-ouest.
Le fond du Ravin est situé plusieurs dizaines de mètres en contrebas des quartiers avoisinants. Hormis l'église Sainte-Dévote, qui lui donne son nom, il comporte peu d'édifices ; il est surplombé par les immeubles bâtis sur ses flancs. Il est traversé par plusieurs ponts : à son extrémité occidentale, le pont Sainte-Dévote donne accès à la gare de Monaco-Monte-Carlo. À l'est, le boulevard du Larvotto franchit le Ravin presque au-dessus de l'église.